# Robert Fortier
Robert Fortier (ur. 5 listopada 1926 w Hollywood, zm. 1 stycznia 2005 w Orange)– był amerykańskim tancerzem, aktorem, budowniczym łodzi, żeglarzem i rybakiem.
Zdobywał doświadczenie jako aktor charakterystyczny i tancerz na Broadwayu w sztukach Pal Joey (1952) i Ja i Julia (1953). Wystąpił w 47 filmach i produkcjach telewizyjnych. W latach 1950–85 współpracował z reżyserem Robertem Altmanem, w tym pamiętnej roli Edgara Harta w filmie Trzy kobiety (1977).
22 listopada 1963 ożenił się z urodzoną w Holandii Tiną (Christiną) Vanderwaal, wówczas badaczką RAND Corp. Jednak 19 października 1966 doszło do rozwodu.
Zmarł na Nowy Rok 2005 w Orange w wieku 78. na zawał mięśnia sercowego.

## Filmografia

### Filmy fabularne
- 1950: Niech żyje taniec (Let's Dance) jako Koncesjonariusz / Barker
- 1951: Statek komediantów (Show Boat) jako chórzysta
- 1951: Texas Carnival jako tancerz
- 1952: Deszczowa piosenka (Singin' in the Rain) jako Gangster w Broadway Melody Ballet
- 1968: Aleksander Wielki (Alexander the Great, TV) jako Aristander
- 1971: McCabe i pani Miller (McCabe & Mrs. Miller) jako Town Drunk
- 1977: Trzy kobiety (3 Women) jako Edgar Hart
- 1978: Niebiosa mogą zaczekać (Heaven Can Wait) jako zamożny mężczyzna w restauracji (niewymieniony w czołówce)
- 1978: Dzień weselny (A Wedding) jako Jim Habor
- 1980: Zdrowie (HealtH) jako Szef Bezpieczeństwa
- 1980: Popeye jako Bill Barnacle
- 1985: O.C. and Stiggs jako Wino Jim

### Seriale TV
- 1956: Studio 57 jako Josh
- 1956: Życie i legenda Wyatta Earpa (The Life and Legend of Wyatt Earp) jako szeryf Charlie Bassett
- 1961: Bonanza jako Higgler
- 1961: Bandyci (Outlaws) jako Fin Spruce
- 1962: Gunsmoke jako Ray Costa
- 1963-65: Combat! jako kapitan Jampel
- 1964: Ścigany (The Fugitive) jako oficer
- 1964: Gunsmoke jako sierżant
- 1968: Star Trek jako Tomar